# Đắk Nông
Đắk Nông (auch Đắc Nông) ist eine Provinz (tỉnh) von Vietnam. Sie liegt im Süden des Landes in der Region Zentrales Hochland. In der Provinz werden Kaffee, Pfeffer und Kautschuk angebaut. Hauptstadt der Provinz ist Gia Nghĩa.

## Bezirke
Đắk Nông gliedert sich in 8 Bezirke:
- 7 Landkreise (huyện): Cư Jút, Đăk Mil, Đăk Glong, Đăk R'Lấp, Đăk Song, Krông Nô, Tuy Đức
- 1 Stadt auf Bezirksebene (thị xã): Gia Nghĩa (Hauptstadt)